# Wali Jones
Walter Jones, detto Wali (Filadelfia, 14 febbraio 1942), è un ex cestista statunitense, professionista nella NBA e nella ABA.
È il padre di Askia Jones.

## Carriera
Venne selezionato dsi Detroit Pistons al terzo giro del Draft NBA 1964 (18ª scelta assoluta).

## Statistiche

### NBA/ABA

#### Regular Season
| Anno       | Squadra               | PG  | PT | MP   | TC%  | 3P%  | TL%  | RP  | AP  | PRP | SP  | PP   |
| ---------- | --------------------- | --- | -- | ---- | ---- | ---- | ---- | --- | --- | --- | --- | ---- |
| 1964-1965  | Baltimore Bullets     | 77  | -  | 16,2 | 37,5 | -    | 72,8 | 1,8 | 2,6 | -   | -   | 5,3  |
| 1965-1966  | Philadelphia 76ers    | 80  | -  | 27,5 | 37,0 | -    | 74,4 | 2,1 | 3,4 | -   | -   | 9,0  |
| 1966-1967† | Philadelphia 76ers    | 81  | -  | 27,8 | 43,1 | -    | 83,8 | 3,3 | 3,7 | -   | -   | 13,2 |
| 1967-1968  | Philadelphia 76ers    | 77  | -  | 26,7 | 39,7 | -    | 78,7 | 2,8 | 3,2 | -   | -   | 12,8 |
| 1968-1969  | Philadelphia 76ers    | 81  | -  | 28,9 | 43,0 | -    | 80,9 | 3,1 | 3,6 | -   | -   | 13,2 |
| 1969-1970  | Philadelphia 76ers    | 78  | -  | 22,3 | 43,0 | -    | 84,1 | 2,2 | 3,5 | -   | -   | 11,8 |
| 1970-1971  | Philadelphia 76ers    | 41  | 13 | 23,5 | 40,2 | -    | 78,2 | 1,6 | 3,1 | -   | -   | 10,1 |
| 1971-1972  | Milwaukee Bucks       | 48  | -  | 21,5 | 40,7 | -    | 82,2 | 1,6 | 2,9 | -   | -   | 7,5  |
| 1972-1973  | Milwaukee Bucks (NBA) | 27  | -  | 15,5 | 40,7 | -    | 88,9 | 1,1 | 2,1 | -   | -   | 5,0  |
| 1974-1975  | Utah Stars (ABA)      | 71  | -  | 18,9 | 40,5 | 24,0 | 82,3 | 1,1 | 2,1 | 0,6 | 0,0 | 7,5  |
| 1975-1976  | Detroit Pistons (NBA) | 1   | -  | 19,0 | 36,4 | -    | -    | 0,0 | 2,0 | 2,0 | 0,0 | 8,0  |
| 1975-1976  | Philadelphia 76ers    | 16  | 1  | 9,8  | 50,0 | -    | 69,2 | 0,6 | 1,9 | 0,3 | 0,0 | 2,9  |
| Carriera   | Carriera              | 678 | 13 | 23,2 | 40,9 | 24,0 | 80,2 | 2,2 | 3,1 | 0,5 | 0,0 | 9,8  |

#### Playoffs
| Anno     | Squadra                  | PG | PT | MP   | TC%  | 3P% | TL%  | RP  | AP  | PRP | SP  | PP   |
| -------- | ------------------------ | -- | -- | ---- | ---- | --- | ---- | --- | --- | --- | --- | ---- |
| 1965     | Baltimore Bullets        | 10 | -  | 16,2 | 46,0 | -   | 75,0 | 2,0 | 1,8 | -   | -   | 7,3  |
| 1966     | Philadelphia 76ers       | 5  | -  | 31,2 | 32,5 | -   | 68,2 | 3,0 | 3,6 | -   | -   | 13,0 |
| 1967†    | Philadelphia 76ers       | 15 | -  | 31,7 | 44,7 | -   | 77,6 | 2,8 | 4,1 | -   | -   | 17,5 |
| 1968     | Philadelphia 76ers       | 13 | -  | 29,8 | 35,8 | -   | 78,9 | 2,4 | 3,0 | -   | -   | 14,1 |
| 1969     | Philadelphia 76ers       | 5  | -  | 20,6 | 26,7 | -   | 80,0 | 3,2 | 1,8 | -   | -   | 6,4  |
| 1970     | Philadelphia 76ers       | 5  | -  | 32,0 | 52,3 | -   | 78,6 | 2,2 | 4,8 | -   | -   | 15,8 |
| 1971     | Philadelphia 76ers       | 7  | -  | 16,4 | 36,5 | -   | 76,9 | 1,7 | 1,6 | -   | -   | 6,9  |
| 1972     | Milwaukee Bucks (NBA)    | 9  | -  | 22,2 | 43,9 | -   | 85,7 | 2,0 | 2,2 | -   | -   | 10,0 |
| 1975     | Utah Stars (ABA)         | 5  | -  | 9,2  | 38,1 | -   | 100  | 0,4 | 0,8 | 0,8 | 0,0 | 4,4  |
| 1976     | Philadelphia 76ers (NBA) | 1  | -  | 2,0  | -    | -   | -    | 1,0 | 2,0 | 0,0 | 0,0 | 0,0  |
| Carriera | Carriera                 | 75 | -  | 24,1 | 40,5 | -   | 78,3 | 2,2 | 2,7 | 0,7 | 0,0 | 11,4 |

## Palmarès
- Campionato NBA: 1

Philadelphia 76ers: 1967
- NBA All-Rookie First Team (1965)